# Оянперя, Абрахам
Абрахам Оянперя (фин. Abraham Ojanperä; 16 сентября 1856, Лиминка, Великое княжество Финляндское — 26 июля 1916, Лиминка, Великое княжество Финляндское) — финский певец, баритон.

## Биография
Участник премьеры оперы Яна Сибелиуса «Куллерво» (1892), первой в Финляндии постановки Вагнера («Тангейзер», 1904) и ряда других важных постановок.
На протяжении многих лет преподавал в Хельсинкском музыкальном институте.